# 蜕变计划
蜕变计划是一个为参与反對逃犯條例修訂草案運動中的涉案青年提供社会心理辅导及司法支持的计划，由香港学者宋恩荣、宋陳寶蓮等创设，于2020年6月在香港成立，截止2022年年初，该计划已帮助超过百名在反修例运动中被捕的香港青年。